# Potycz
Potycz – wieś sołecka w Polsce położona w województwie mazowieckim, w powiecie piaseczyńskim, w gminie Góra Kalwaria.
W latach 1975–1998 miejscowość administracyjnie należała do województwa warszawskiego.
Przez wieś przebiega droga krajowa nr 79, Warszawa – Kozienice – Zwoleń – Sandomierz oraz droga wojewódzka nr 731, Potycz - Warka – Falęcice. Skrzyżowaniem obu dróg jest rondo w południowej części wsi.

## Historia
Pierwsze wzmianki o Potyczy pochodzą z 1410 r. W 1526 r. była to wieś szlachecka położona w ziemi czerskiej, powiecie czerskim i parafii Czersk. Początkowo należała do Potyckich. Ród Potyckich wygasł i wieś przeszła na własność króla.
W 1827 r. we wsi było 26 domów i 240 mieszkańców.
W 1828 r. wieś była siedzibą zarządu Ekonomii, tj. majątku państwowego położonego między Jeziorką a Pilicą. W 1838 r. zarząd dóbr państwowych przeniesiony został do Moczydłowa.
Dobra ziemskie Potycz od Skarbu Państwa Królestwa Polskiego kupiła w 1832 r. Amelia Wulfers i sprzedała całość Józefowi Minasowiczowi.
W 1868 r. w majątku przeprowadzono uwłaszczenie chłopów. Wydzielono 20 osad włościańskich.
W 1869 r. Minasowicz sprzedał dobra Potycz Kruszewskiemu. Po nim nowym dziedzicem był Klemens Paprocki. W 1895 r. Paprocki spisał testament przekazując nim majątek w Potyczy Towarzystwu Ogrodniczemu w Warszawie, a jego żona była dożywotnim użytkownikiem. Majątek wydzierżawiła Tadeuszowi Plebańskiemu, inżynierowi rolnikowi. Towarzystwo Ogrodnicze Warszawskie zamierzało po ustaniu dożywocia zorganizować w Potyczy szkołę pszczelarsko-ogrodniczą.
W 1921 w folwarku w Potyczy było 9 budynków zamieszkanych przez 160 osób, natomiast we wsi było 14 domów zamieszkanych przez 72 mieszkańców. Przed wybuchem II wojny we wsi było 17 gospodarstw.
W 1945 r. majątek o pow. ok. 640 ha przejęto na cele reformy rolnej. Część rozparcelowano w 1946 r. We wsi powołano rolniczą spółdzielnię produkcyjną.
W Potyczy do 1867 r. była gmina, później wieś należała do gminy Czersk. W 1952 r. do gminy Rososz. Obecnie gmina Góra Kalwaria. Do 1975 r. leżała w powiecie grójeckim. Teraz znajduje się w powiecie piaseczyńskim. Nieznana jest data przyłączenia wsi do parafii Konary.